# Evgen Sajovic
Evgen Sajovic, slovenski slikar in ilustrator, * 25. november 1913, Ljubljana, † 1986.
Znan je po svojih freskah in sgraffitih ter knjižnih ilustracijah. Na zagrebški Akademiji za likovno umetnost je študiral umetnost pri Marinu Tartaglii in diplomiral leta 1938.
Za ilustracije Andersenove Snežne kraljice in drugih zgodb (izdane pod naslovom Snežna kraljica in druge pravljice) je leta 1953 prejel Levstikovo nagrado. Leta 1979 je za svoje umetniške dosežke prejel tudi nagrado Prešernovega sklada.